# Sebastià Farnés i Badó

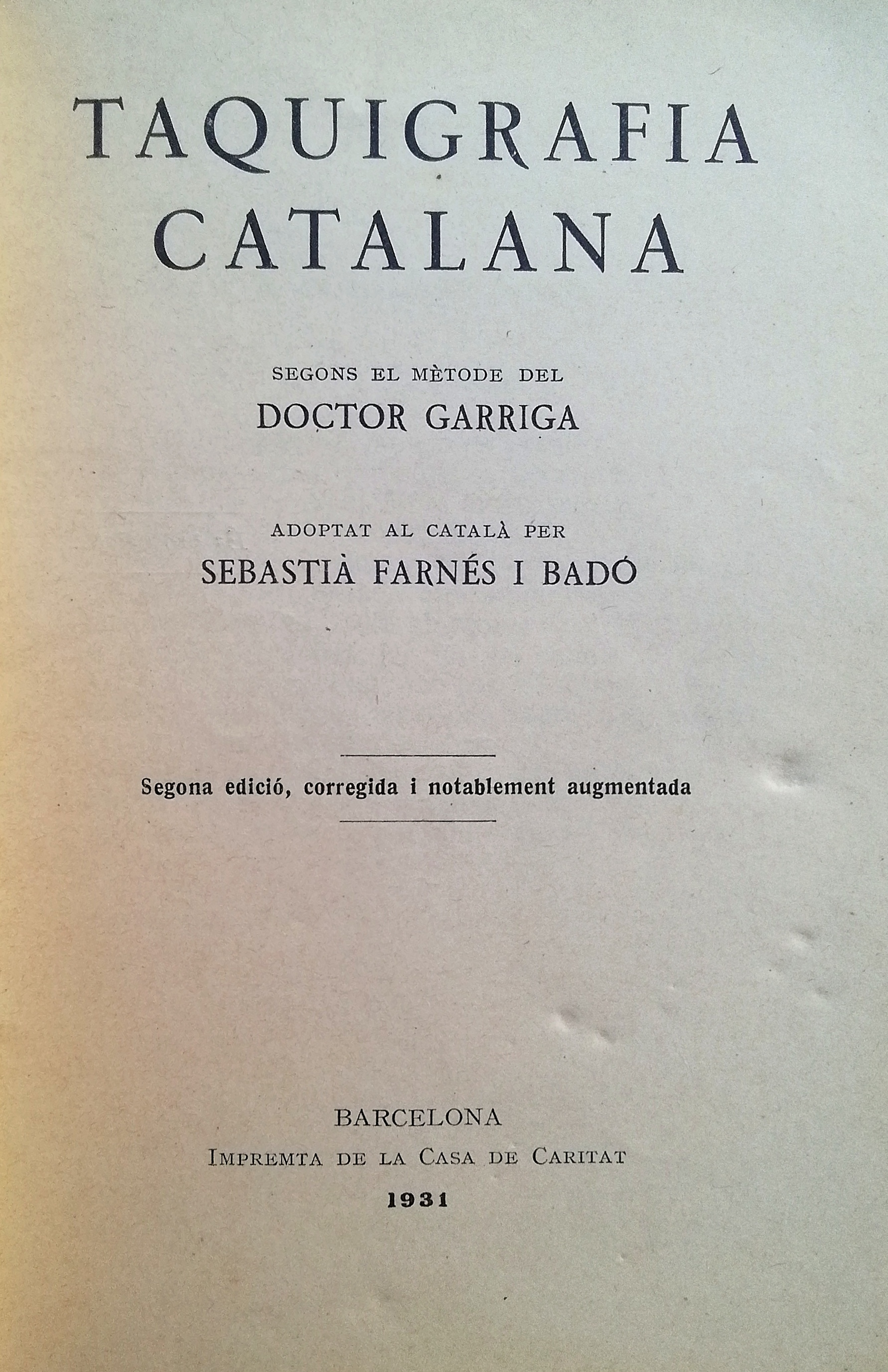
Taquigrafia Catalana de Sebastià Farnés, segona edició publicada a Barcelona l'any 1931

Sebastià Farnés i Badó (Sant Feliu de Codines, Vallès Oriental, 15 de juliol de 1854 - Barcelona, 5 de gener de 1934) fou un advocat, taquígraf, escriptor i folklorista català. Es va especialitzar en el camp de la paremiologia catalana. Fou avi de l'escriptora Maria Aurèlia Capmany i Farnés.

## Biografia
Va néixer en el si d'una família il·lustrada de negociants i petits propietaris menestrals de Sant Feliu de Codines. Va ser el fill petit del matrimoni entre Miquel Farnés i Emerenciana Badó Poses, els quals van tenir cinc fills: Carmen, Maria, Dolors, Miquel i Sebastià Farnés i Badó. Quan la seva mare va enviduar, es va casar amb el seu cunyat Joan, germà del seu marit, que també havia enviudat i que ja tenia deu fills de l'anterior matrimoni, entre ells: la Josepa, el Joan i el Josep Farnés i Flaqué. D'aquest nou matrimoni entre la seva mare i el seu tiet, en Sebastià tingué tres germanastres més, entre ells: Antoni i Emili Farnés i Badó.
Quan tenia 15 anys va anar a Barcelona, on va cursar les primeres lletres i els estudis de batxillerat al col·legi de Sant Lluís i els de Dret a la Universitat de Barcelona. L'any 1878 va obtenir la llicenciatura en Dret Administratiu i l'any següent la de Dret Civil i Dret Canònic. Acabat de llicenciar, es va traslladar a Madrid, on va seguir els cursos de doctorat. Va exercir durant deu anys la seva professió d'advocat i s'ocupà sobretot d'afers criminals. Després d'exercir com a advocat, es va dedicar a la taquigrafia on va realitzar importants aportacions, la cultura popular, el folklore català, especialment en el camp de la paremiologia. El 30 d'octubre de 1882 es va casar a Arbúcies, amb l'arbucienca Rosa Pagès Jover (1856-1902). El matrimoni va tenir quatre filles: Maria, Clemència, Julita i Mercè Farnés i Pagès.
Va viure al seu pis del carrer de Ronda de Sant Pere de la ciutat de Barcelona amb les seves filles Maria, Mercè i Julita, i durant un temps, del 1915 fins l'estiu de 1919, va estar vivint al pis amb la seva filla Maria, el seu gendre Aureli Capmany i Farrés i la seva neta Maria Aurèlia Capmany i Farnés, fins que va traslladar la seva residència a Canet de Mar. Formà part de l'equip dels fundadors de l'Orfeó Català, la Lliga de Catalunya i la Unió Catalanista.
Durant la seva joventut va ser un important pensador polític en el camp del catalanisme, sobretot entre 1886 i 1893 convertint-se en una de les figures cabdals del nacionalisme català de l'època, i com a catalanista, el Foment Catalanista i l'Associació de Propaganda Catalanista. També va formar part com a membre destacat de l'entitat catalanista el Centre Català i del grup polític de la Unió Catalanista, com també fou mantenidor dels Jocs Florals de Barcelona els anys 1890 i 1891, així com secretari i bibliotecari del Centre Català. Fundà L'Arc de Sant Martí, setmanari catalanista publicat al poble de Sant Martí de Provençals (1884-1892) –del qual fou redactor– i col·laborà en les publicacions Diari Català, La Renaixensa, La Veu de Catalunya, Revista de Catalunya, La Ilustració Catalana i Lo Pensament Català, entre d'altres. Publicacions que el convertiren en un dels primers teòrics del catalanisme polític, tot i que des de plantejaments vuitcentistes Cessà, gairebé del tot, la seva activitat política a partir de 1893, per dedicar-se al folklorisme català.
Durant el període que va exercir com a inspector de biblioteca i arxiver del Foment del Treball Nacional, el 1914 traduí el sistema de Classificació Documental de Brussel·les i l'aplicà per primer cop al país. També, en aquesta entitat, exercir de oficial primer de secretaria.
Com a taquígraf, fou deixeble del doctor Josep Balari i Jovany, seguidor del sistema Garriga i fou un dels impulsors de la taquigrafia, on va realitzar importants aportacions en aquest camp. Al 1914 va fundar l'Institut Taquigràfic de Barcelona, el qual va presidir. Va ser professor de taquigrafia al Foment del Treball Nacional, i també va col·laborar en la fundació a Madrid del Instituto Taquigráfico Español, del qual va ser secretari; com també ho va ser de la primera Corporación Taquigráfica del sistema Garriga establerta a Espanya. Va ser redactor taquigràfic del diari La Vanguardia de Barcelona, on per primera vegada va aplicar al 1895 la taquigrafia a la recepció de les conferències telefòniques de premsa. Va ocupar, des de la seva creació, la càtedra de taquigrafia a l'Ateneu Obrer de Badalona. Fundà i presidir la “Revista Taquigràfica” i va publicar diversos llibres i manuals sobre aquesta especialitat com: el Diccionario de taquigrafía según el método Garriga (1889). Curso teórico de Taquigrafía castellana (1911),  Estudios de homografía del sistema Garriga (1914) i Taquigrafia catalana segons el mètode Garriga (1931). Va exercir com a taquígraf oficial a l'Exposició Universal del 1888, i com a personal administratiu de l'Exposició Universal, també va fer tasques al Registre General. La seva col·laboració en aquesta Exposició Universal li va valer la medalla de plata, així com uns elogis especials per part del Comitè Executiu.
Destacà en la defensa de l'escola catalana que entenia com a dret col·lectiu. En aquesta línia publicà l'any 1891 La reivindicació del llenguatge en l'ensenyança primària. Una monografia que significà una fita en el procés d'aixecar una escola basada en la llengua i la cultura del país i va servir per crear un dels primers documents sobre el procés de normalització de l'aprenentatge del llenguatge català a les escoles.
Com a folklorista, que es dedicà a partir de 1893 un cop abandonà la política, se centrà en les rondalles, però sobre tot, es va especialitzar en el camp de la paremiologia. Les seves investigacions i recuperacions de les cançons i les tradicions orals populars catalanes el van portar a ser un dels escriptors i estudiosos capdavanters del folklore català, sent traduïdes al castellà totes les seves narracions, apòlegs, faules i llegendes. Una de les seves obres destacades va ser Narracions populars catalanes (1893), que fou traduïda al castellà per Antoni Rubió i Lluch. Va pertànyer a l'Arxiu d'Etnografia i Folklore de Catalunya.
Com a paremiòleg, es va convertir en el principal teòric de la paremiologia catalana. El seu gran interès per a aquest camp, que va mantenir al llarg de tota la seva vida, va culminar amb la publicació l'any 1913 del que seria la seva obra magna mes rellevant sobre paremiologia, Paremiologia catalana comparada (volum I), un assaig del qual només pogué donar a conèixer el primer volum, i que restà inèdit la major part del temps, ja que no el va arribar a publicar en vida, fins que a l'any 1992, cinquanta-vuit anys després de la mort de Farnés, Columna Edicions publica una edició pòstuma en vuit volums.
També va practicar l'excursionisme com a membre de l'Associació Catalanista d'Excursions Científiques i del Centre Excursionista de Catalunya, tot i que no va destacar en aquest camp.

## Fons i documentació
El fons personal de Sebastià Farnés format pel material aplegat al llarg dels anys per Farnés, així com de la seva biblioteca personal, va ser conservat i utilitzat pel seu gendre Aureli Capmany i Farrés, també folklorista, i la seva neta, la novel·lista i assagista Maria Aurèlia Capmany i Farnés. L'arxiu i el fons bibliogràfic de Jaume Vidal i Alcover i Maria Aurèlia Capmany i Farnés (incloent, doncs, el de Sebastià Farnés) fou llegat a la Facultat de Filosofia i Lletres de Tarragona l'any 1991 en compliment de les disposicions testamentàries d'ambdós, on ha esdevingut el Llegat Vidal-Capmany, ubicat a la Biblioteca del CRAI Campus Catalunya de la Universitat Rovira i Virgili de Tarragona, i està a l'abast d'estudiosos i interessats en l'obra d'aquesta prolífica família.

## Obra[9][20][18][17]
- La borda (novel·la de tema social)
- “Lo llenguatge dels aucells". Barcelona. Revista "Il·lustració Catalana".
- "Un refrany popular". 1882. Barcelona. Revista "La Renaixensa".
- "D'un bateig". 1882. Barcelona. Revista "La Renaixensa 12", pag. 281-285.
- "Refrans catalans". 1883. Barcelona. Revista "La Renaixensa 13", pag. 395-399.
- "Refrans catalans. Qui no't conegui que't compri". 15 de març de 1884. Barcelona. Revista “Il·lustració Catalana 5, num 106”, pag.75-77.
- "Refrans catalans". 1884. Barcelona. Revista "La Renaixensa 14", pag. 121-125.
- “Una rondalla”. 1885. Barcelona. Revista "La Renaixensa 15", pag. 369-376.
- “Excursió a Las Guillerias”. 1886. Barcelona. Revista "La Renaixensa 16", pag. 201-211.
- “Diccionario de taquigrafía: según el método Garriga”. 1889.
- “La Reivindicació del llenguatje en la ensenyansa primaria”. 1891.
- "Narraciones populares catalans”. 1893. Barcelona. Biblioteca Universal Ilustrada.
- "La qüestió del pa". 25 de juny de 1893. Barcelona. Revista "La Veu de Catalunya".
- “Informes relativos a las industrias peninsulares de confección que exportan a Ultramar”. 1895. Barcelona.
- "Judici de l'any". 1899. Barcelona. "C.C. (Batlle)".
- “Lo Segret d'en atmetller” (rondalla). 19??
- "Bon any y bon guany". 1901. Barcelona: "C.C. (Batlle)".
- “Curso teórico de taquigrafía castellana. 1911.
- “Assaig de paremiologia catalana comparada (Vol. I). 1913. Barcelona. Editorial Il·lustració Catalana.
- “Estudios de Homografía del sistema Garriga”. 1914.
- “Corpus paremiològic català. Qüestionari 1 de l'Arxiu d'Etnografia i Folklore de Catalunya”. 1915.
- "Parèmies endevinetes". 1918. Barcelona. Revista "Catalana", vol. I.
- “Sant Joan, bon sant. 1928. Barcelona. Revista “Arxiu de Tradicions Populars, núm. 1, pàg. 11-12
- "Dues cultures". 1928. Barcelona: "Arxiu de tradicions populars", núm 4, pàg. 193-199.
- "Una endevineta pro-verbial". 1929. Barcelona. Revista "Arxiu de Tradicions Populars", núm. 5, pàg. 264-266.
- “Rondalles”. 193?.
- “Taquigrafia catalana: segons el mètode del doctor Garriga”. 1931 (segona edició)
- "Motius del rei En Pere d'Aragó". 1933. Barcelona. Revista "Arxiu de Tradicions Populars", núm. 6.
- “Lo carboner” (rondalla) [manuscrit]. 198?
- “Paremiologia catalana comparada”. 1992-1999. Barcelona: Columna Edicions, en 8 volums. Edició pòstuma i ampliada del primer volum de 1913.